# Gustav Adolf Schweitzer
Gustav Adolf Schweitzer (* 19. April 1847 in Dessau; † Februar 1914 in Düsseldorf) war ein deutscher Landschaftsmaler der Düsseldorfer Schule.

## Leben

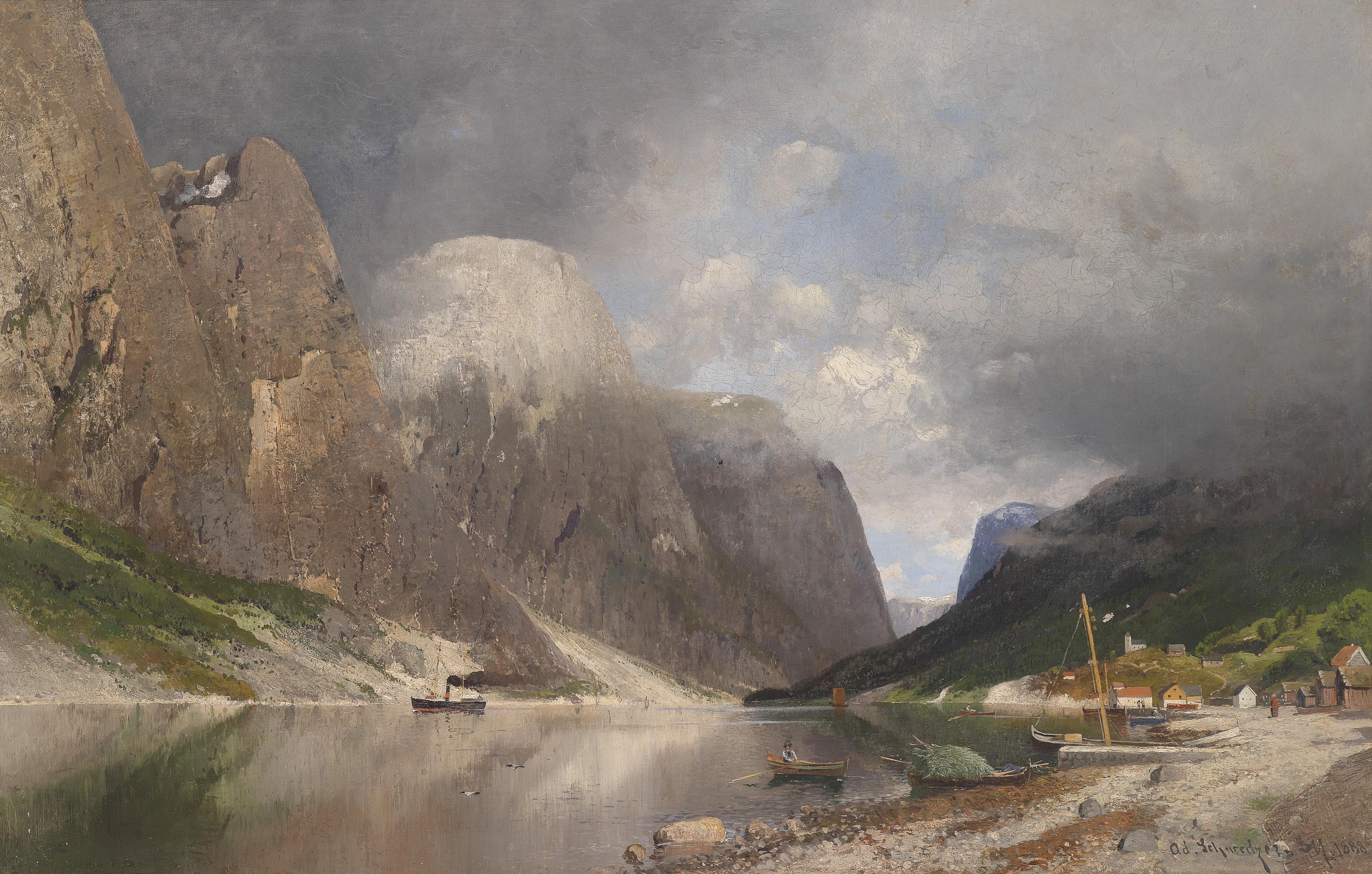
Fjordlandschaft (1888)

Schweitzer studierte von 1866 bis 1868 in der Landschafterklasse von Oswald Achenbach an der Düsseldorfer Akademie. Unterbrochen wurde seine Ausbildung 1870/71 durch die freiwillige Teilnahme am Deutsch-Französischen Krieg. Zu seinen Lehrern gehörten 1872 bis 1875 Eugen Dücker und Albert Flamm. Zu seinen Kunden zählte Kaiser Wilhelm II.